# Rocca Varano

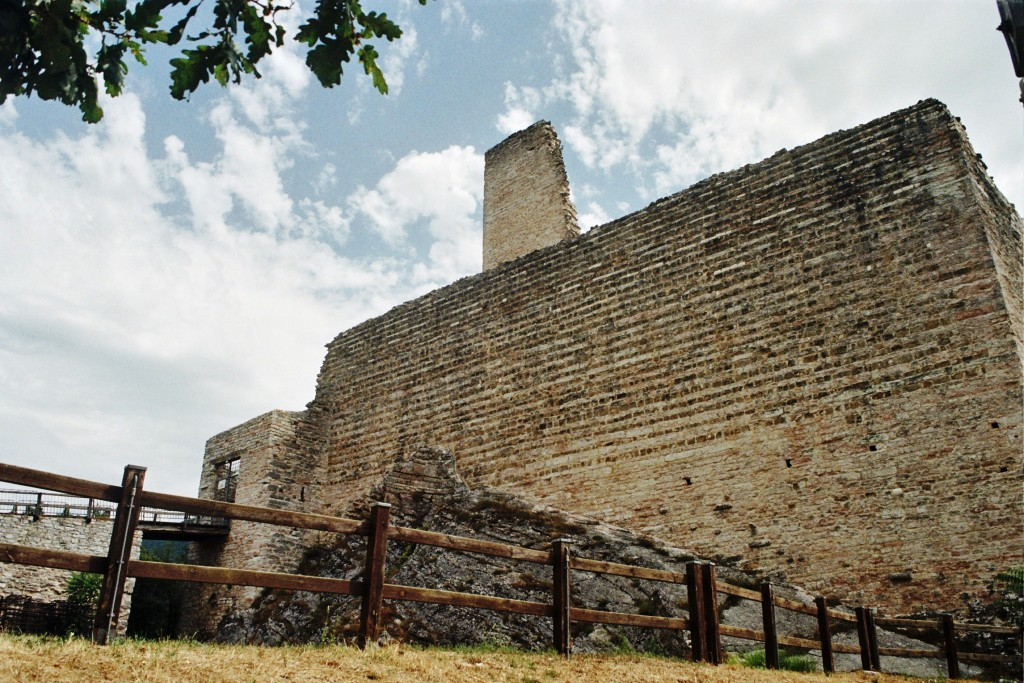
ophaalbrug van het slot

De Rocca Varano is de rots waarop het slot (13e eeuw) van de familie Varano gebouwd is. Het is gelegen in de wijk La Sfercia nabij de stad Camerino, in de Italiaanse regio Marche.

## Historiek
De dynastie Varano bestuurde de stadstaat Camerino van de 13e tot de 16e eeuw, waarna deze werd opgeslorpt door de Pauselijke Staat. Het slot overschouwt de vallei van de rivier de Chienti. Langs deze vallei liep in de middeleeuwen en zelfs voordien, een weg tussen de Adriatische Zee en Rome. De familie Varano eiste tolgeld van reizende handelaars. Het slot is slechts door één ophaalbrug toegankelijk.
De eerste heerser van de dynastie da Varano en bouwheer van het slot was Gentile I da Varano. In het slot verbleef de familie eeuwenlang, totdat Giulio Cesare da Varano (1434-1502) een hertogelijk paleis bouwde midden in de stad Camerino. 
Begin 21e eeuw werden er restauratiewerken in  het slot uitgevoerd. Momenteel zijn er in het slot een tentoonstellingsruimte en een museum voor artisanale producten uit de streek.